# Pseudonezumia
Pseudonezumia es un género de peces actinopterigis de la familia Macrouridae y de la orden de los gadiformes.

## Especies
- Pseudonezumia cetonuropsis (C. H. Gilbert & C. L. Hubbs, 1916)
- Pseudonezumia flagellicauda (Koefoed, 1927)
- Pseudonezumia japonicus Okamura, 1970
- Pseudonezumia parvipes (H. M. Smith & Radcliffe, 1912)
- Pseudonezumia pusilla (Sazonov & Shcherbachev, 1982)

- Datos: Q429214
- Especies: Pseudonezumia